# リーグ・ドゥ
リーグ・ドゥ（仏: Ligue 2）は、フランスプロサッカーリーグが主催するフランスにおける男子サッカーの2部リーグである。1933年に創設され、ディヴィジョン・ドゥ（Division 2）と呼ばれていたが、2002-03シーズンに改称した。スポンサーシップにより、リーグ・ドゥ BKT（Ligue 2 BKT）の名称が用いられる。

## 大会形式
全20チームがそれぞれ2回、互いの本拠地で試合を行い、ホーム・アンド・アウェー方式によって順位を決定する。シーズン終了後、リーグ・アンの下位2クラブとリーグ・ドゥの上位2クラブが自動的に入れ替わる。2016-17シーズンよりリーグ・アン18位のチームとリーグ・ドゥ3位のチームの入れ替え戦が導入された。
さらに2017-18シーズンでは、リーグ・ドゥ3～5位チームによるプレーオフが導入された。

2024-25シーズンより従来の20クラブから18クラブに定員を削減。これにより現在はシーズン終了後リーグ・ドゥの下位2クラブとフランス全国選手権の上位2クラブが自動的に入れ替わり、リーグ・ドゥの16位のチームとフランス全国選手権の3～5位チームによるプレーオフ勝者のチームが入れ替え戦を行う形式となっている。

## シーズン別大会名
- Ligue 2 Domino's Pizza (2016-2020)
- Ligue 2 BKT (2020-2024)

## 所属クラブ
2024-25シーズン
前年度最終順位順、カッコ内はホームタウン所在地。▼はリーグ・アンからの降格クラブ、△はフランス全国選手権からの昇格クラブ。
1. FCメス（メス）▼
2. FCロリアン（ロリアン)▼
3. クレルモン・フット （クレルモン）▼
4. ロデーズAF（ロデーズ）
5. パリFC（パリ）
6. SMカーン（カーン）
7. スタッド・ラヴァル（ラヴァル）
8. アミアンSC（アミアン）
9. EAギャンガン（ギャンガン)
10. ポーFC（ポー）
11. グルノーブル・フット38（グルノーブル）
12. SCバスティア（バスティア）
13. FCアヌシー（アヌシー）
14. ACアジャクシオ（アジャクシオ）
15. USLダンケルク (ダンケルク)
16. ESトロワAC（トロワ)
17. レッドスターFC (サン＝トゥアン)△
18. FCマルティーグ（マルティーグ）△

## 歴代優勝クラブ
- ☆印が1部へと昇格。

| 年次           | 1位                   | 2位                       | 3位                      | 降格                                                                                 |
| -------------- | --------------------- | ------------------------- | ------------------------ | ------------------------------------------------------------------------------------ |
| 1933－34(北部) | レッドスター☆         | ルーアン                  | ミュルーズ☆              | スイス・パリ                                                                         |
| 1933－34(南部) | アレス☆               | サンテティエンヌ          | モナコ                   | イエール、ベズィエ、FCリヨン、FACニース、モナコ                                      |
| 1934－35       | メス☆                 | ヴァランシエンヌ☆         | ルーアン                 | トゥールコワン、HBボルドー、クラブ・フランセ、サン・セルヴァン                       |
| 1935－36       | ルーアン☆             | RCルーベ☆                 | サンテティエンヌ         | ヴィルールバンヌ、SCニーム                                                           |
| 1936－37       | RCランス☆             | ヴァランシエンヌ☆         | サンテティエンヌ         | アミアン                                                                             |
| 1937－38       | ル・アーヴル☆         | サンテティエンヌ☆         | レンヌ                   | カーン、カレー                                                                       |
| 1938－39       | レッドスター☆         | レンヌ☆                   | FCナンシー               | ディエップ、トゥールコワン                                                           |
| 1945－46(北部) | FCナンシー☆           | スタッド・フランセ☆       | アンジェ                 | ミュルーズ                                                                           |
| 1945－46(南部) | トゥールーズ（1937）☆ | モンペリエ☆               | アレス                   | グルノーブル、ヴィシー、ブリヴ                                                       |
| 1946－47       | ソショー☆             | アレス☆                   | アンジェ                 | クレルモン、トゥーロン、ペルピニャン、アンティーブ                                   |
| 1947－48       | ニース☆               | コルマール☆               | ル・アーヴル             | アングレーム、アヴィニョン                                                           |
| 1948－49       | RCランス☆             | ボルドー☆                 | ルーアン                 | ドゥエー                                                                             |
| 1949－50       | ニーム☆               | ル・アーヴル☆             | カンヌ                   |                                                                                      |
| 1950－51       | オリンピック・リヨン☆ | メス☆                     | ルーアン                 | GSCマルセイユ                                                                        |
| 1951－52       | スタッド・フランセ☆   | モンペリエ☆               | ヴァランシエンヌ         | アミアン、ル・マン                                                                   |
| 1952－53       | トゥールーズ（1937）☆ | モナコ☆                   | ストラスブール☆          |                                                                                      |
| 1953－54       | オリンピック・リヨン☆ | トロワ☆                   | ラシン・パリ☆            |                                                                                      |
| 1954－55       | スダン☆               | レッドスター              | レンヌ                   |                                                                                      |
| 1955－56       | レンヌ☆               | アンジェ☆                 | ヴァランシエンヌ☆        |                                                                                      |
| 1956－57       | アレス☆               | ベズィエ☆                 | リール☆                  |                                                                                      |
| 1957－58       | FCナンシー☆           | レンヌ☆                   | リモージュ☆              |                                                                                      |
| 1958－59       | ル・アーヴル☆         | スタッド・フランセ☆       | トゥーロン☆              | ペルピニャン                                                                         |
| 1959－60       | グルノーブル☆         | FCナンシー☆               | ルーアン☆                | レッドスター、セト                                                                   |
| 1960－61       | モンペリエ☆           | メス☆                     | ソショー☆                | アレス                                                                               |
| 1961－62       | グルノーブル☆         | ヴァランシエンヌ☆         | ボルドー☆                |                                                                                      |
| 1962－63       | サンテティエンヌ☆     | ナント☆                   | ソショー                 | ルーベ、CAパリ、トロワ                                                               |
| 1963－64       | リール☆               | ソショー☆                 | メス                     | ル・アーヴル、FCナンシー                                                             |
| 1964－65       | ニース☆               | レッドスター☆             | カンヌ☆                  |                                                                                      |
| 1965－66       | スタッド・ランス☆     | マルセイユ☆               | リモージュ               | フォルバック、マリニャーヌ、ラシン・パリ                                             |
| 1966－67       | アジャクシオ☆         | メス☆                     | バスティア               | シェルブール                                                                         |
| 1967－68       | バスティア☆           | ニーム☆                   | スタッド・ランス         | スタッド・フランセ                                                                   |
| 1968－69       | アンジェ☆             | アングレーム☆             | ナンシー                 | RCランス、リール、ショーモン、モンペリエ、ベズィエ                                   |
| 1969－70       | ニース☆               | ナンシー☆                 | アヴィニョン             |                                                                                      |
| 1970－71(北部) | リール☆               | ショーモン                | RCランス                 | ストラスブール、ソショー(B)、メルレバック                                            |
| 1970－71(中部) | パリ・サンジェルマン☆ | ルーアン                  | リモージュ               | ル・アーヴル                                                                         |
| 1970－71(南部) | モナコ☆               | アヴィニョン              | エクス                   | グルノーブル、アレス                                                                 |
| 1971－72(Gr.A) | スダン☆               | トロワ                    | RCランス                 | クヴィイー、ムーゾン、エヴルー、クレーユ                                             |
| 1971－72(Gr.B) | ヴァランシエンヌ☆     | リモージュ                | ブレスト                 | ラ・ロシェル、パリ・ジョアンヴィル、カンペール                                       |
| 1971－72(Gr.C) | ストラスブール☆       | アヴィニョン              | トゥーロン               | モンペリエ、ベズィエ、エクス、マルティーグ、ガゼレク                                 |
| 1972－73(Gr.A) | RCランス☆             | ブローニュ                | リール                   | シャトールー、カーン、アミアン                                                       |
| 1972－73(Gr.B) | トロワ☆               | モナコ☆                   | アヴィニョン             | ラ・スィオタ、ルアン＝キュイゾー、モンテリマール                                     |
| 1973－74(Gr.A) | リール☆               | ヴァランシエンヌ          | ルーアン                 | ポワティエ、ル・マン、ラ・ロシェル                                                   |
| 1973－74(Gr.B) | レッドスター☆         | パリ・サンジェルマン☆     | トゥールーズ             | アジャクシオ、ヌヴェール、アルル、ヴィッテル                                         |
| 1974－75(Gr.A) | ヴァランシエンヌ☆     | ルーアン                  | ロリアン                 | カンブルー、カンペール、マント                                                       |
| 1974－75(Gr.B) | ナンシー☆             | アヴィニョン☆             | トゥーロン               | ブールジュ、ブロワ                                                                   |
| 1975－76(Gr.A) | レンヌ☆               | ラヴァル☆                 | ロリアン                 | スダン、ショレ、マラコフ                                                             |
| 1975－76(Gr.B) | アンジェ☆             | レッドスター              | トゥーロン               | ミュルーズ、モンリュソン、ヌヴェール                                                 |
| 1976－77(Gr.A) | モナコ☆               | グーニョン                | トゥーロン               | ブールジュ、タヴォー・ダンパリ、セト                                                 |
| 1976－77(Gr.B) | ストラスブール☆       | ルーアン☆                 | トゥール                 | ロリアン、アミアン、アズブルック                                                     |
| 1977－78(Gr.A) | アンジェ☆             | ブザンソン                | トゥーロン               | アグノー、フォンテンブロー                                                           |
| 1977－78(Gr.B) | リール☆               | パリFC☆                   | レッドスター             | ポワシー、ヌー＝レ＝ミーヌ、カーン、レッドスター                                     |
| 1978－79(Gr.A) | グーニョン            | アヴィニョン              | ベズィエ                 | エピナル、トロワ、アルル                                                             |
| 1978－79(Gr.B) | ブレスト☆             | RCランス☆                 | ダンケルク               | ブローニュ、ムラン、アミアン                                                         |
| 1979－80(Gr.A) | トゥール☆             | レンヌ                    | ギャンガン               | リュセ、ショーモン                                                                   |
| 1979－80(Gr.B) | オセール☆             | アヴィニョン              | カンヌ                   | アジャクシオ、ミュルーズ、トゥーロン、アレス                                         |
| 1980－81(Gr.A) | モンペリエ☆           | トゥールーズ              | ブザンソン               | タヴォー・ダンパリ、アヴィニョン、コルベイユ＝エソンヌ                               |
| 1980－81(Gr.B) | ブレスト☆             | ヌー＝レ＝ミーヌ          | ルーアン                 | ティオンビル、モンモリヨン、カーン                                                   |
| 1981－82(Gr.A) | トゥールーズ☆         | CSトノン                  | オリンピック・マルセイユ | サンディエ、ガゼレク、ブロワ                                                         |
| 1981－82(Gr.B) | ルーアン☆             | ミュルーズ☆               | ヌー＝レ＝ミーヌ         | カレー、モンリュソン、カンペール                                                     |
| 1982－83(Gr.A) | レンヌ☆               | ニーム☆                   | ヴァランシエンヌ         | アレス、ヴィリー＝シャティヨン、コルベイユ＝エソンヌ                                 |
| 1982－83(Gr.B) | トゥーロン☆           | スタッド・ランス          | ニース                   | フォンテンブロー、ブレノ                                                             |
| 1983－84(Gr.A) | マルセイユ☆           | ニース                    | リヨン                   | リブルヌ、ラ・ロッシュ、アングレーム、ヴィルフランシュ                               |
| 1983－84(Gr.B) | トゥール☆             | ラシン・パリ☆             | ル・アーヴル             | モンソー、ルーベ                                                                     |
| 1984－85(Gr.A) | ル・アーヴル☆         | ミュルーズ                | レンヌ☆                  | スタッド・フランセ、アミアン、シャトールー                                           |
| 1984－85(Gr.B) | ニース☆               | サンテティエンヌ          | ニーム                   | ルアン＝キュイゾー、ラ・ロッシュ、FCヴァランス                                       |
| 1985－86(Gr.A) | サンテティエンヌ☆     | アレス                    | オリンピック・リヨン     | ショーモン、グルノーブル                                                             |
| 1985－86(Gr.B) | ラシン・パリ☆         | ミュルーズ                | ギャンガン               | ブザンソン、ロリアン、ルーアン、スダン                                               |
| 1986－87(Gr.A) | ニオール☆             | カーン                    | ミュルーズ               |                                                                                      |
| 1986－87(Gr.B) | モンペリエ☆           | オリンピック・リヨン      | カンヌ☆                  |                                                                                      |
| 1987－88(Gr.A) | ソショー☆             | オリンピック・リヨン      | アレス                   | ガゼレク、トゥール、シャテルロー                                                     |
| 1987－88(Gr.B) | ストラスブール☆       | カーン☆                   | ミュルーズ               | サン＝ディジエ、アンタンテMF77、ロリアン                                             |
| 1988－89(Gr.A) | ミュルーズ☆           | ブレスト☆                 | レンヌ                   | ル・トゥケ、ル・マン                                                                 |
| 1988－89(Gr.B) | オリンピック・リヨン☆ | ニーム                    | ル・アーヴル             | セト、ロデーズ、クレルモン、ル・ピュイ                                               |
| 1989－90(Gr.A) | ナンシー☆             | ストラスブール            | ニーム                   | モンソー                                                                             |
| 1989－90(Gr.B) | レンヌ☆               | ヴァランシエンヌ          | ルーアン                 | ロリアン、アブヴィル、カンペール                                                     |
| 1990－91(Gr.A) | ニーム☆               | ストラスブール            | ヴァランシエンヌ         | アヴィニョン、ショーモン、ディジョン                                                 |
| 1990－91(Gr.B) | ル・アーヴル☆         | RCランス                  | ラヴァル                 | スタッド・ランス、ニオール、クレテイユ                                               |
| 1991－92(Gr.A) | ヴァランシエンヌ☆     | アンジェ                  | ル・マン                 | オルレアン、ブレスト                                                                 |
| 1991－92(Gr.B) | ボルドー☆             | ストラスブール☆           | イストル                 | リブルヌ、グルノーブル、サン＝カンタン                                               |
| 1992－93(Gr.A) | マルティーグ☆         | カンヌ☆                   | ニース                   | ルアン＝キュイゾー、ガゼレク、ロデーズ、ペルピニャン、エピナル、アヌシー、クレテイユ |
| 1992－93(Gr.B) | アンジェ☆             | レンヌ                    | ルーアン                 | アミアン、ギャンガン、シャトールー、トゥール、ラ・ロッシュ、アンスニ、ロリアン       |
| 1993－94       | ニース☆               | レンヌ☆                   | バスティア☆              | ルーアン、ヴァランシエンヌ、ブールジュ、イストル                                     |
| 1994－95       | マルセイユ            | ギャンガン☆               | グーニョン☆              | サン＝ブリユー、ボーヴェ、スダン、ニーム                                             |
| 1995－96       | カーン☆               | オリンピック・マルセイユ☆ | ナンシー☆                | ポワティエ、ダンケルク、アンジェ、アレス                                             |
| 1996－97       | シャトールー☆         | トゥールーズ☆             | マルティーグ             | ペルピニャン、シャルルヴィル、エピナル、サン＝ブリユー                               |
| 1997－98       | ナンシー☆             | ロリアン☆                 | ソショー☆                | ルアン＝キュイゾー、トゥーロン、マルティーグ、ミュルーズ                             |
| 1998－99       | サンテティエンヌ☆     | スダン☆                   | トロワ☆                  | レッドスター、ボーヴェ                                                               |
| 1999－00       | リール☆               | ギャンガン☆               | トゥールーズ☆            | アミアン、ヴァランス、ルアン＝キュイゾー                                             |
| 2000－01       | ソショー☆             | ロリアン☆                 | モンペリエ☆              | カンヌ、アンジェ                                                                     |
| 2001－02       | アジャクシオ☆         | ストラスブール☆           | ニース☆                  | ニーム、マルティーグ                                                                 |
| 2002－03       | トゥールーズ☆         | ル・マン☆                 | メス☆                    | ボーヴェ、ワスケアル、スタッド・ランス                                               |
| 2003－04       | サンテティエンヌ☆     | カーン☆                   | イストル☆                | ヴァランス、ブザンソン、ルーアン                                                     |
| 2004－05       | ナンシー☆             | ル・マン☆                 | トロワ☆                  | アンジェ、ニオール                                                                   |
| 2005－06       | ヴァランシエンヌ☆     | スダン☆                   | ロリアン☆                | クレルモン、ラヴァル、セト                                                           |
| 2006－07       | メス☆                 | カーン☆                   | ストラスブール☆          | クレテイユ、イストル、トゥール                                                       |
| 2007－08       | ル・アーヴル☆         | ナント☆                   | グルノーブル☆            | ニオール、リブルヌ、グーニョン                                                       |
| 2008－09       | RCランス☆             | モンペリエ☆               | ブローニュ☆              | アミアン、トロワ、スタッド・ランス                                                   |
| 2009－10       | カーン☆               | ブレスト☆                 | アルル＝アヴィニョン☆    | ギャンガン、ストラスブール、バスティア                                               |
| 2010－11       | エヴィアン☆           | アジャクシオ☆             | ディジョン☆              | ヴァンヌ、ニーム、グルノーブル                                                       |
| 2011－12       | バスティア☆           | スタッド・ランス☆         | トロワ☆                  | メス、ブローニュ、アミアン                                                           |
| 2012－13       | モナコ☆               | ギャンガン☆               | ナント☆                  | ル・マン、スダン、ガゼレク                                                           |
| 2013－14       | メス☆                 | RCランス☆                 | カーン☆                  | （シャトールー）、イストル、バスティア                                               |
| 2014－15       | トロワ☆               | ガゼレク☆                 | アンジェ☆                | オルレアン、シャトールー、アルル＝アヴィニョン                                       |
| 2015－16       | ナンシー☆             | ディジョン☆               | メス☆                    | エヴィアン、クレテイユ、パリFC                                                       |
| 2016－17       | ストラスブール☆       | アミアン☆                 | トロワ☆                  | （オルレアン）、レッドスター、ラヴァル                                               |
| 2017－18       | スタッド・ランス☆     | ニーム☆                   | アジャクシオ             | ブール・ペロナ、クヴィイー、トゥール                                                 |
| 2018－19       | メス☆                 | ブレスト☆                 | トロワ                   | ガゼレク、ベズィエ、レッドスター                                                     |
| 2019－20       | ロリアン☆             | RCランス☆                 | アジャクシオ             | オルレアン、ル・マン                                                                 |
| 2020－21       | トロワ☆               | クレルモン☆               | トゥールーズ             | シャトールー、シャンブリー                                                           |
| 2021－22       | トゥールーズ☆         | アジャクシオ☆             | オセール☆                | ダンケルク、ナンシー                                                                 |
| 2022－23       | ル・アーヴル☆         | メス☆                     | ボルドー                 | ソショー(アヌシー)、ディジョン、ニーム、ニオール                                     |
| 2023－24       | オセール☆             | アンジェ☆                 | サンテティエンヌ☆        | ボルドー(トロワ)、クヴィイー、コンカルノー、ヴァランシエンヌ                         |

1. ^このシーズンは1.FCザールブリュッケンが特例で参加し、勝ち点59で数字上は1位になったが、優勝扱いにはなっていない。
2. ^LBシャトールーは一旦はシーズン18位でフランス全国選手権への自動降格が決定したが、その後フランス全国選手権2位のリュゼナックAPが財政状況を理由にリーグ・ドゥ昇格を取り消されたため、降格を免れた。
3. ^USオルレアン・ロワレは一旦はシーズン18位でフランス全国選手権への自動降格が決定したが、その後リーグ・アン20位のSCバスティアが5部への特別降格処分を受けたため、降格を免れた。
4. ^FCアヌシーはシーズン17位で自動降格が決定したが、その後シーズン9位のFCソショー＝モンベリアルが財政状況を理由にフランス全国選手権への降格処分を受けたため降格を免れた。
5. ^トロワACははシーズン17位で自動降格が決定したが、その後シーズン12位のジロンダン・ボルドーが財政状況を理由にフランス全国選手権2への降格処分を受けたため降格を免れた。

## クラブ別優勝回数
| クラブ名             | 優勝 | 準優勝 | 優勝年                                               | 準優勝年                                    |
| -------------------- | ---- | ------ | ---------------------------------------------------- | ------------------------------------------- |
| ル・アーヴル         | 6    | 1      | 1937–38, 1958–59, 1984–85, 1990–91, 2007–08, 2022-23 | 1949–50                                     |
| ナンシー             | 5    | 1      | 1974–75, 1989–90, 1997–98, 2004–05, 2015–16          | 1969–70                                     |
| メス                 | 4    | 4      | 1934–35, 2006–07, 2013–14, 2018–19                   | 1950–51, 1960–61, 1966–67, 2022-23          |
| RCランス             | 4    | 2      | 1936–37, 1948–49, 1972–73, 2008–09                   | 2013–14, 2019–20                            |
| ニース               | 4    | 1      | 1947–48, 1964–65, 1969–70, 1993–94                   | 1984–85                                     |
| リール               | 4    | 1      | 1963–64, 1973–74, 1977–78, 1999–00                   | 1970–71                                     |
| モンペリエ           | 3    | 3      | 1945–46, 1960–61, 1986–87                            | 1951–52, 1980–81, 2008–09                   |
| サンテティエンヌ     | 3    | 3      | 1962–63, 1998–99, 2003–04                            | 1933–34, 1937–38, 1985–86                   |
| ストラスブール       | 3    | 2      | 1976–77, 1987–88, 2016–17                            | 1971–72, 2001–02                            |
| トゥールーズ         | 3    | 1      | 1981–82, 2002–03, 2021–22                            | 1996–97                                     |
| リヨン               | 3    | 0      | 1950–51, 1953–54, 1988–89                            |                                             |
| レンヌ               | 2    | 5      | 1955–56, 1982–83                                     | 1938–39, 1957–58, 1975–76, 1989–90, 1993–94 |
| ヴァランシエンヌ     | 2    | 5      | 1971–72, 2005–06                                     | 1934–35, 1936–37, 1961–62, 1974–75, 1991–92 |
| アンジェ             | 2    | 4      | 1968–69, 1975–76                                     | 1955–56, 1977–78, 1992–93, 2023–24          |
| レッドスター         | 2    | 3      | 1933–34, 1938–39                                     | 1954–55, 1964–65, 1973–74                   |
| ソショー             | 2    | 2      | 1946–47, 2000–01                                     | 1963–64, 1987–88                            |
| カーン               | 2    | 2      | 1995–96, 2009–10                                     | 2003–04, 2006–07                            |
| トロワ               | 2    | 2      | 2014–15, 2020–21                                     | 1953–54, 1972–73                            |
| アレス               | 2    | 1      | 1933–34, 1956–57                                     | 1946–47                                     |
| FCナンシー           | 2    | 1      | 1945–46, 1957–58                                     | 1959–60                                     |
| アジャクシオ         | 2    | 2      | 1966–67, 2001–02                                     | 2010–11, 2021–22                            |
| スタッド・ランス     | 2    | 1      | 1965–66, 2017–18                                     | 2011–12                                     |
| グルノーブル         | 2    | 0      | 1959–60, 1961–62                                     |                                             |
| SCバスティア         | 2    | 0      | 1967–68, 2011–12                                     |                                             |
| オセール             | 2    | 0      | 1979-80, 2023–24                                     |                                             |
| ニーム               | 1    | 3      | 1949–50                                              | 1967–68, 1990–91, 2017–18                   |
| スダン               | 1    | 3      | 1954–55                                              | 1971–72, 1998–99, 2005–06                   |
| ブレスト             | 1    | 3      | 1980–81                                              | 1978–79, 2009–10, 2018–19                   |
| マルセイユ           | 1    | 3      | 1994–95                                              | 1965–66, 1983–84, 1995–96                   |
| モナコ               | 1    | 3      | 2012–13                                              | 1952–53, 1970–71, 1976–77                   |
| ルーアン             | 1    | 2      | 1935–36                                              | 1933–34, 1981–82                            |
| スタッド・フランセ   | 1    | 2      | 1951–52                                              | 1945–46, 1958–59                            |
| ロリアン             | 1    | 2      | 2019–20                                              | 1997–98, 2000–01                            |
| トゥールーズ（1937） | 1    | 1      | 1952–53                                              | 1945–46                                     |
| トゥール             | 1    | 1      | 1983-84                                              | 1979–80                                     |
| ボルドー             | 1    | 1      | 1991-92                                              | 1948-49                                     |
| パリ・サンジェルマン | 1    | 0      | 1970-71                                              |                                             |
| グーニョン           | 1    | 0      | 1978-79                                              |                                             |
| ラシン・パリ         | 1    | 0      | 1985-86                                              |                                             |
| マルティーグ         | 1    | 0      | 1992-93                                              |                                             |
| シャトールー         | 1    | 0      | 1996-97                                              |                                             |
| エヴィアン           | 1    | 0      | 2010-11                                              |                                             |